# Верх-Тарское нефтяное месторождение
56°44′45″ с. ш. 78°44′31″ в. д.
Верх-Тарское нефтяное месторождение (ВТНМ) расположено на севере Новосибирской области, в Северном районе. Оно считается самым крупным месторождением в области. Извлекаемые балансовые запасы месторождения — 32 миллиона тонн нефти, геологические — 68 миллионов тонн нефти.
Одной из особенностей ВТНМ является удалённость от всех коммуникаций, что создаёт главную сложность при освоении запасов углеродного сырья в Новосибирской области.
Добываемая на ВТНМ нефть по своим свойствам очень близка к марке «Brent». Верх-Тарская нефть характеризуется высоким качеством с минимальным количеством примесей. Нефть — малопарафинистая, малосернистая. При переработке Верх-Тарской нефти выход светлых фракций на 25 % выше, чем в среднем по России.

## История и параметры
Месторождение было открыто в 1970 году, а промышленная добыча нефти началась с 2000 года.
По итогам 2000 года было добыто 31 тысяча тонн нефти. В течение последующих 3-х лет добыча велась небольшими объёмами, их активный рост начался только с 2003 года (в 2003 году добыто 481,6 тысяч тонн, в 2004 году — 928,1 тысяч тонн, в 2005 году — 1354,4 тысяч тонн).

## События
По сообщению ОАО «Новосибирскнефтегаз» от марта 2007 года в Новосибирской области в 2007 году будет увеличена добыча нефти. Добыча нефти на Верх-Тарском нефтяном месторождении, которое расположено на севере области, в текущем году будет увеличена больше чем на треть по сравнению с 2006 годом и доведена до уровня 2,4 млн тонн. Добычу нефти, в частности, предполагается увеличить за счёт ввода новых скважин.